# Orangetown
Orangetown est une ville du comté de Rockland dans l'État de New York, au bord de l'Hudson.
La population était de 49 212 habitants en 2010.